# Hajós József (zeneszerző)
Joe Hajos, született Hajós József (Melence, Torontál vármegye, Osztrák–Magyar Monarchia, 1907. március 10. – Eaubonne, Val-d’Oise megye, Franciaország, 1984. október 26.) magyar származású hangmérnök, zeneszerző, zenekarvezető, szórakoztató zenész, dalszerző, aki Németországban és Franciaországban működött. Komponált Harry Bolds álnév alatt is.

## Élete
A Torontál vármegyei Melence községben született 1907-ben (ma: Melenci, Vajdaság, Szerbia). A bécsi Zeneművészeti Főiskolán szerzett zenei képzést. 
1928-ban Berlinbe költözött, itt zongoristaként és zenekarvezetőként dolgozott. Emellett dalokat írt az osztrák (bukovinai) származású Joseph Schmidt opera- és dalénekes számára. Első nagyobb sikerét az 1930-ban megjelent „Wissen Sie, dass Ungarisch sehr schwer ist?” (Tudja Ön, hogy nagyon nehéz a magyar nyelv?) című dalával aratta, mely korának egyik népszerű slágere lett.

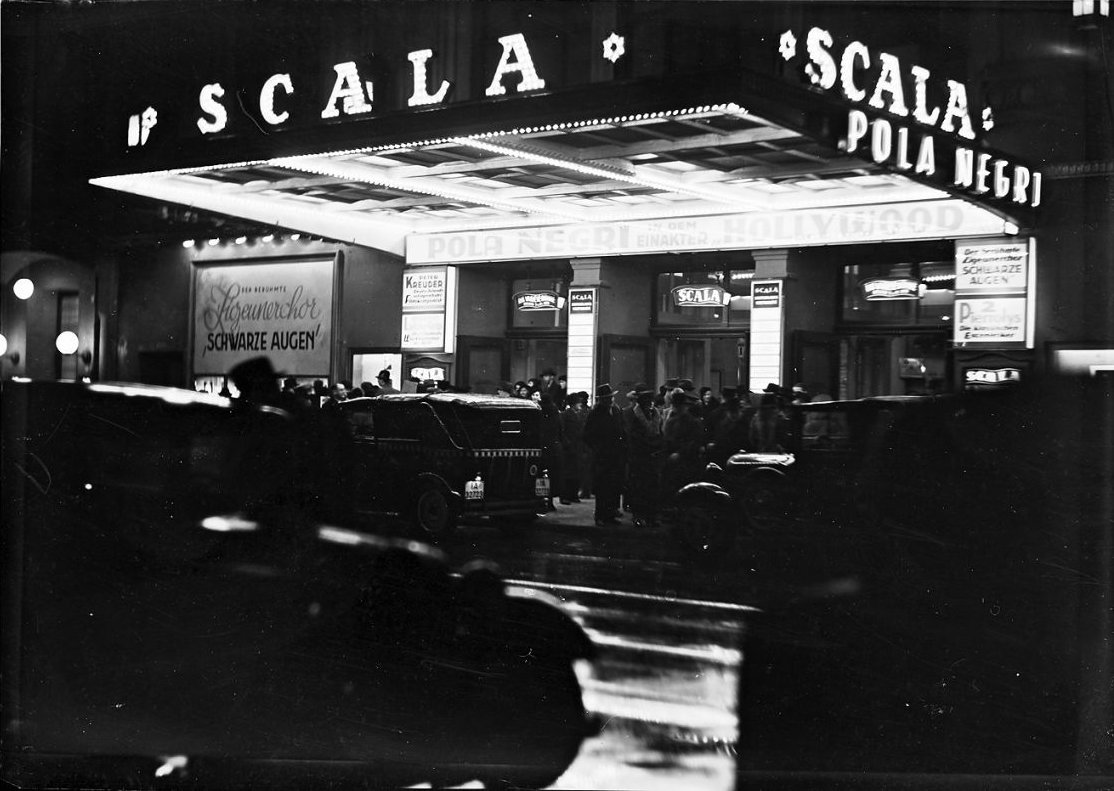
A Berlini Scala varieté (1936)

1931 októberében „Ich hab Dich einmal geküßt” című dalával Hajós megnyert egy dalversenyt, melyet a Berlini Scala varieté színpadán rendeztek. Ez a dal szintén a helyi éjszakai élet slágere lett. Ugyanekkor Hajós filmzenéket is kezdett komponálni és rövidesen megszervezte saját zenekarát, mely „Joe Hajos und seine zwölf Solisten” név alatt szerepelt.
Zsidó származása miatt 1933-ban, a náci hatalomátvétel után el kellett hagynia Németországot. Először hazajött Magyarországra, majd a következő évben, 1934-ben Párizsba költözött. 
Még 1934-ben zenét írt a Max Nosseck által Párizsban forgatott Buster Keaton-filmvígjátékhoz, a Le roi des Champs-Elysées-hez. 
Sikere nyomán Hajós rendszeresen kezdett filmzenéket komponálni. 1935-ben megírta Richard Pottier rendező Fanfare d’amour c. zenés vígjátékának teljes filmzenéjét. Egy ideig együtt dolgozott Paul Dessau német emigráns zeneszerzővel.
A második világháború küszöbén visszatért Budapestre. 1939-ben megírta Martonffy Emil rendező számára a Hölgyek előnyben című film forgatókönyvét és zenéjét, de a zsidótörvények értelmében erősen korlátozták a filmiparban való munkalehetőségét. A háború végét Budapesten érte meg, de röviddel ezután ismét Franciaországba utazott, ahol bekapcsolódott az újrainduló francia filmgyártásba.

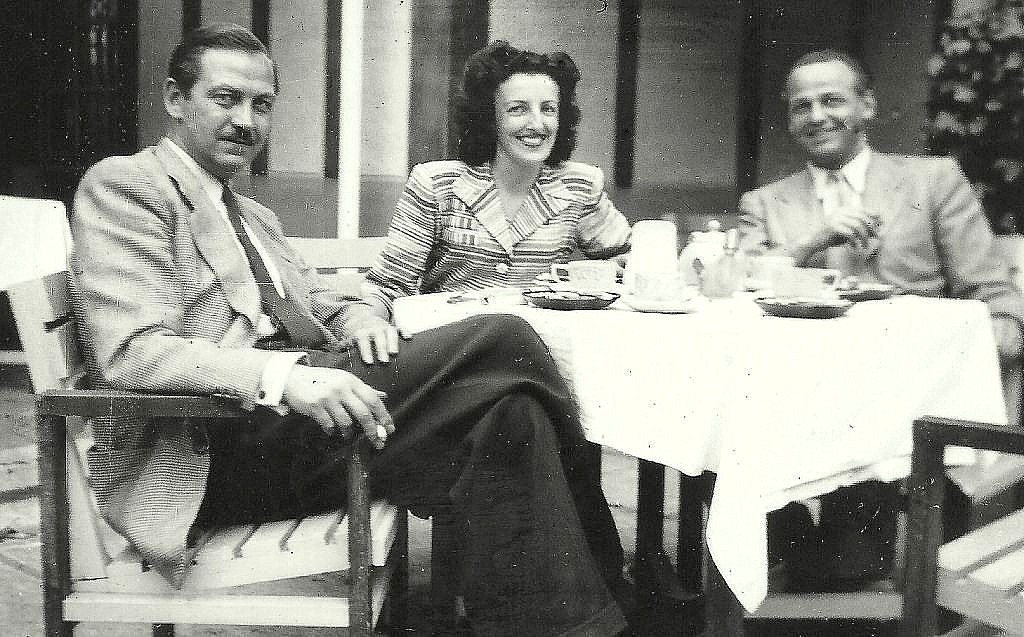
A Tombé du ciel c. film forgatásán 1946-ban (b-j): Gérard Carlier dalszerző, Irène Élisabeth Reinert hegedűművésznő (Emil E. Reinert filmrendező felesége) és Joe Hajos zeneszerző

1950-ben Max Ophüls rendező Körbe-körbe című filmjében hangmérnökként működött, Oscar Straus zenjét dolgozta fel a filmhez. Egy évvel később, ugyancsak Ophüls számára megírta Az élet örömei (Le Plaisir/Pläsier) című romantikus vígjáték filmzenéjét is.
1954-től fokozatosan visszavonult, egyre kevesebb filmzenét alkotott. Ezek egyike volt Georges Lampin rendező 1963-as Sándor Mátyás-filmjéhez írt lendületes indulója. Hajós 1984-ben hunyt el a franciaországi Eaubonne-ban.

## Föbb filmzenéi
- 1932: Gyilkol a múlt (Strafsache van Geldern); rendező Willi Wolff
- 1933: Mindent a nőért!; rendezők Gaál Béla, Géza von Cziffra
- 1934: Le roi des Champs-Elysées; rendező Max Nosseck
- 1934: Radio Röhren Revolution, animációs film; rendező George Pal
- 1935: Fanfare d’amour; rendezte Richard Pottier
- 1935: Tarasz Bulyba / Kozákok kapitánya (Tarass Boulba); rendező     Alexis Granowsky
- 1936: Charlie’s World Cruise; animációs film; ; rendező George Pal
- 1936: 27 rue de la Paix; rendező Richard Pottier
- 1937: Nina Petrovna (Le mensonge de Nina Petrovna); rendező Viktor Tourjansky
- 1938: The Rebel’s Son (a Tarasz Bulyba angol gyártási változata); rendező Viktor Tourjansky
- 1938: L’inconnue de Monte Carlo, rendező André Berthomieu
- 1938: La signora di Montecarlo (az előzőnek olasz gyártási változata); rendező André Berthomieu, Mario Soldati
- 1939: Párbaj (Coups de feu); rendező René Barberis
- 1939: Le Danube bleu, rendezők Emil-Edwin Reinert, Alfred Rode
- 1939: Hölgyek előnyben (zene + forgatókönyv is); rendező Martonffy Emil
- 1945: Elcsábított csábító (La femme fatale); rendező Jean Boyer
- 1946: On ne meurt pas comme ça; rendező Jean Boyer
- 1946: L’insaissable Frédéric; rendező Richard Pottier
- 1946: Tombé du ciel; rendező Emil-Edwin Reinert
- 1947: L’éventail; rendező Emil-Edwin Reinert
- 1947: Cargaison clandestine; rendező Alfred Rode
- 1947: Émile l’africain; rendező Robert Vernay
- 1948: La nuit blanche; rendező Richard Pottier
- 1949: Fantômas contre Fantômas; rendező Robert Vernay
- 1949: Ainsi finit la nuit; rendező Emil-Edwin Reinert
- 1950: Körbe-körbe (La ronde); rendező Max Ophüls (Hajós: hangmérnök, zenei rendező)
- 1950: Casimir; rendező Richard Pottier
- 1950: Rendez-vous avec la chance; rendező Emil-Edwin Reinert
- 1950: Quai de Grenelle; rendező Emil-Edwin Reinert
- 1950: Le traqué; rendező Borys Lewin
- 1950: Gunman in the Streets; rendező Frank Tuttle
- 1951: A Tale of Five Cities (A Tale of Five Women); rendezők Montgomery Tully, Romolo Marcellini, Emil-Edwin Reinert
- 1951: Verträumte Tage; rendező Emil-Edwin Reinert
- 1951: L’aiguille rouge (Verträumte Tage francia gyártási változata); rendező Emil-Edwin Reinert
- 1952: Az élet örömei (Le plaisir/Pläsier); Max Ophüls
- 1953: Kegyelemlövés (Act of Love); rendező Anatole Litvak
- 1954: Saturnin, le poète; rendező Jean Tourane
- 1961: Poly; tévésorozat; rendezők Cécile Aubry, Jack Pinoteau
- 1963: Sándor Mátyás (Mathias Sandorf); rendező Georges Lampin
- 1965: Les aventures de Saturnin; tévésorozat; rendező Jean Tourane

## Forrás
- Kay Weniger. „Es wird im Leben dir mehr genommen als gegeben…“ Lexikon der aus Deutschland und Österreich emigrierten Filmschaffenden 1933 bis 1945. Eine Gesamtübersicht. (német nyelven). Hamburg: ACABUS Verlag, 229-230. o. (2011 Í isbn= 978-3-86282-049-8)